# Shapes Of Love/Never Stop!
《Shapes Of Love／Never Stop!》是日本樂隊Every Little Thing公開的第六首作品。

## 關於
- 《Shapes Of Love》是朝日電視劇集《實習醫生菜菜子》的主題歌曲。
- 《Never Stop!》是朝日電視劇集《熱血挑戰宣言'97》的主題歌曲。

## 收錄曲
- 作詞・作曲・編曲：五十嵐充

1. Shapes Of Love
第二張専輯「Time to Destination」、精選集「Every Best Single +3」均有收錄這首歌。
2. Never Stop!(27hours　Version)
第一張専輯「everlasting」有收錄原版。
3. Shapes Of Love（Instrumental）
4. Never Stop!（27hours　Version）（Instrumental）